# MODIS

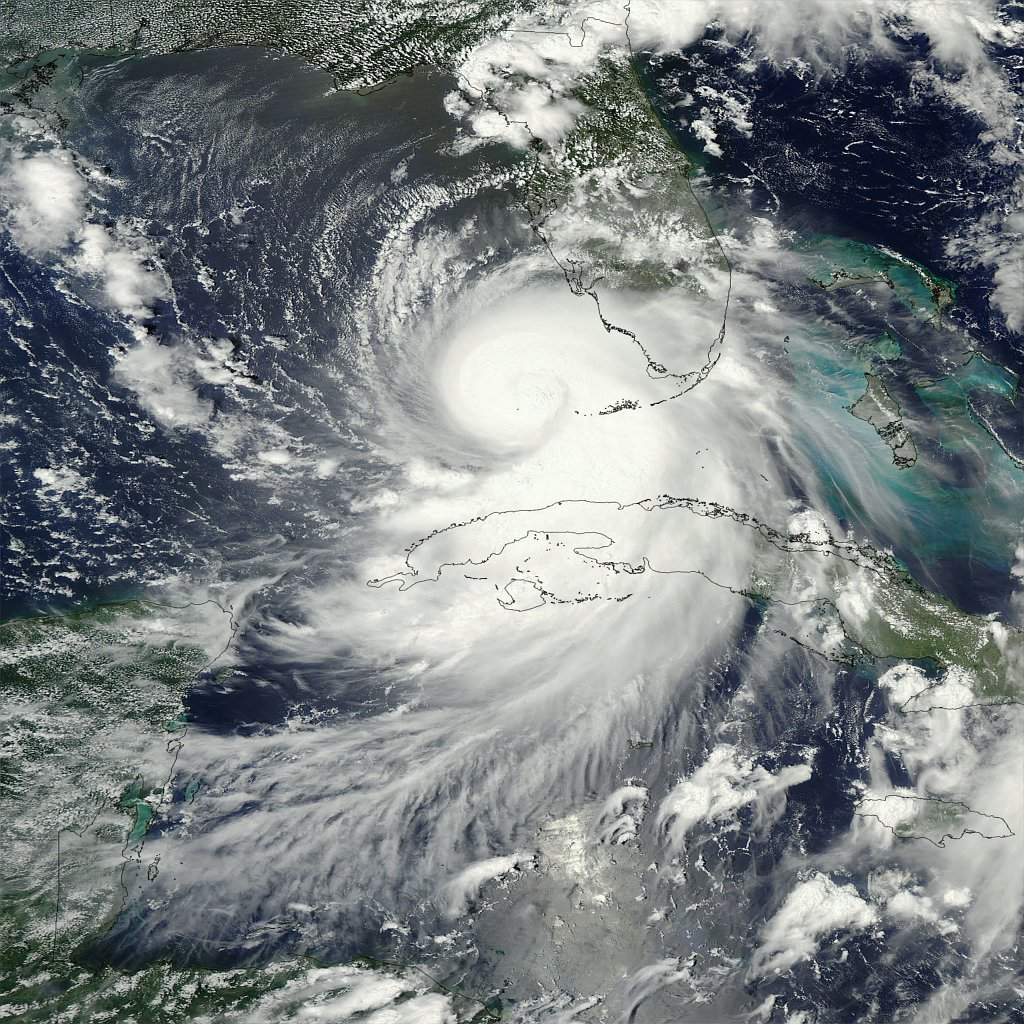
Huracà Katrina a prop de la península de Florida

MODIS (Espectroradiòmetre d'imatges de resolució Moderada o Moderate-resolution Imaging Spectroradiometer en anglés) és un instrument científic llançat a l'òrbita terrestre per la NASA l'any 1999 a bord del Satèl·lit Terra, i el 2002 a bord del Satèl·lit Aqua. Els instruments de captura de dades estan configurats per rebre en 36 bandes espectrals amb una resolució espectral d'entre 0,4 µm i 14,4 µm i una resolució espacial variable (2 bandes de 250 m, 5 bandes de 500 m i 29 bandes d'1 km). La seua òrbita permet que aquest instrument obtinga imatges de tota la Terra cada 1 o 2 dies. Va ser dissenyat per a proveir mesures a gran escala de la dinàmica global inclosos els canvis de la cobertura de núvols, càlculs de balanç de radiació, i processos esdevinguts als oceans, la superfície terrestre, i l'Atmosfera baixa. El suport i el calibratge els proporciona l'equip de suport a la caracterització de MODIS (MCST).
Els instruments MODIS van ser construïts per Santa Barbara Remote Sensing.
El sensor MODIS utilitza boies òptiques marines per al calibratge indirecte.

## Aplicacions
Amb la seva alta resolució temporal encara que baixa resolució espacial, les dades MODIS són útils per fer un seguiment dels canvis del paisatge al llarg del temps, com per exemple d'aquestes aplicacions el seguiment de la salut de la vegetació mitjançant anàlisis de sèries temporals amb índexs de vegetació, canvis a llarg termini en la cobertura del sòl (per exemple, per controlar les taxes de desforestació), tendències mundials de la coberta de neu, inundacions d'aigua per inundacions pluvials, fluvials o d'augment del nivell del mar a les zones costaneres, canvi dels nivells d'aigua dels principals llacs com el mar d'Aral, i la detecció i mapeig dels incendis forestals als Estats Units.

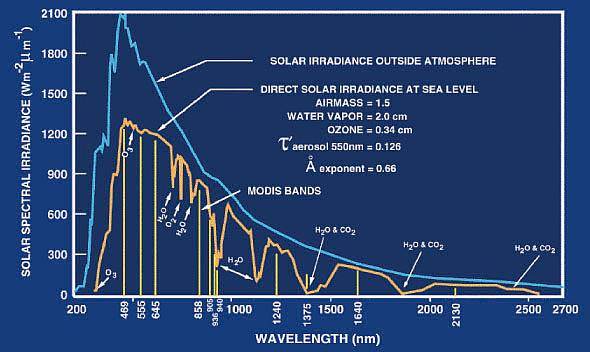
Espectre de irradiació Solar i les bandes del MODIS.

| Especificacions    | |
| ------------------ | --- |
| Òrbita             | 705 km, 10:30 a.m. descending node (Terra) or 1:30 p.m. ascending node (Aqua), sun-synchronous, near-polar, circular |
| Ràtio d'escaneig   | 20.3 rpm, cross track                                                                                                |
| Franja             | 2330 km (cross track) by 10 km (along track at nadir)                                                                |
| Dimensions         | |
| Telescopi          | 17.78 cm diàmetre. fora del eix, afocal (llum collimada), with intermediate field stop                               |
| Mida               | 1.0 x 1.6 x 1.0 m |
| Pes                | 228.7 kg |
| Potència           | 162.5 W (mitjana d'òrbita simple)                                                                                    |
| Ràtio de Dades     | 10.6 Mbit/s (màxim); 6.1 Mbit/s (mitjana orbital)                                                                    |
| Quantització       | 12 bits |
| Resolució espacial | 250 m (bandes 1-2) 500 m (bandes 3-7) 1000 m (bandes 8-36)                                                           |
| Vida mitja         | 6 anys |

## Bandes del sensor MODIS
| Banda | Amplada de banda (nm) | Resolució (m) | Aplicació principal                           |
| ----- | --------------------- | ------------- | --------------------------------------------- |
| 1     | 620-670               | 250m          | Vores diferenciadors de terra/núvols/Aerosols |
| 2     | 841-876               | 250m          | Vores diferenciadors de terra/núvols/Aerosols |
| 3     | 459-479               | 500m          | Propietats de la terra/núvols/aerosols        |
| 4     | 545-565               | 500m          | Propietats de la terra/núvols/aerosols        |
| 5     | 1230-1250             | 500m          | Propietats de la terra/núvols/aerosols        |
| 6     | 1628-1652             | 500m          | Propietats de la terra/núvols/aerosols        |
| 7     | 2105-2155             | 500m          | Propietats de la terra/núvols/aerosols        |
| 8     | 405-420               | 1000m         | Color de l'oceà/ Fitoplancton/ Biogeoquímica  |
| 9     | 438-448               | 1000m         | Color de l'oceà/ Fitoplancton/ Biogeoquímica  |
| 10    | 483-493               | 1000m         | Color de l'oceà/ Fitoplancton/ Biogeoquímica  |
| 11    | 526-536               | 1000m         | Color de l'oceà/ Fitoplancton/ Biogeoquímica  |
| 12    | 546-556               | 1000m         | Color de l'oceà/ Fitoplancton/ Biogeoquímica  |
| 13    | 662-672               | 1000m         | Color de l'oceà/ Fitoplancton/ Biogeoquímica  |
| 14    | 673-683               | 1000m         | Color de l'oceà/ Fitoplancton/ Biogeoquímica  |
| 15    | 743-753               | 1000m         | Color de l'oceà/ Fitoplancton/ Biogeoquímica  |
| 16    | 862-877               | 1000m         | Color de l'oceà/ Fitoplancton/ Biogeoquímica  |
| 17    | 890-920               | 1000m         | Vapor d'aigua a l'Atomosfera                  |
| 18    | 931-941               | 1000m         | Vapor d'aigua a l'Atomosfera                  |
| 19    | 915-965               | 1000m         | Vapor d'aigua a l'Atomosfera                  |
| Banda | Amplada de banda (µm) | Resolució (m) | Aplicació principal                           |
| 20    | 3.660-3.840           | 1000m         | Temperatura de la terra i dels núvols         |
| 21    | 3.929-3.989           | 1000m         | Temperatura de la terra i dels núvols         |
| 22    | 3.929-3.989           | 1000m         | Temperatura de la terra i dels núvols         |
| 23    | 4.020-4.080           | 1000m         | Temperatura de la terra i dels núvols         |
| 24    | 4.433-4.498           | 1000m         | Temperatura atmosfèrica                       |
| 25    | 4.482-4.549           | 1000m         | Temperatura atmosfèrica                       |
| 26    | 1.360-1.390           | 1000m         | Núbols tipus Cirrus Vapor d'aigua             |
| 27    | 6.535-6.895           | 1000m         | Núbols tipus Cirrus Vapor d'aigua             |
| 28    | 7.175-7.475           | 1000m         | Núbols tipus Cirrus Vapor d'aigua             |
| 29    | 8.400-8.700           | 1000m         | Propietats dels núvols                        |
| 30    | 9.580-9.880           | 1000m         | Ozó                                           |
| 31    | 10.780-11.280         | 1000m         | Temperatura superficial i/o dels núvols       |
| 32    | 11.770-12.270         | 1000m         | Temperatura superficial i/o dels núvols       |
| 33    | 13.185-13.485         | 1000m         | Altitud dels núvols superiors                 |
| 34    | 13.485-13.785         | 1000m         | Altitud dels núvols superiors                 |
| 35    | 13.785-14.085         | 1000m         | Altitud dels núvols superiors                 |
| 36    | 14.085-14.385         | 1000m         | Altitud dels núvols superiors                 |

### Disponibilitat
El flux de dades MODIS en brut es pot rebre en temps real mitjançant una antena de seguiment, a causa de la capacitat de transmissió directa de l'instrument.
Alternativament, les dades científiques es posen a disposició del públic a través d'uns quants llocs World Wide Web i arxius FTP, com ara:
- ECHO Reverb: l'eina de descobriment de metadades i serveis de nova generació,[13] que ha substituït l'antiga eina de cerca i inventari de magatzems (WIST);
  - LAADS Web – Interfície web de Nivell 1 i Sistema d'Arxiu i Distribució d'Atmosfera (LAADS);
  - LANCE-MODIS – Atmosfera terrestre Capacitat gairebé en temps real per a EOS[14]
  - ftp://ladsftp.nascom.nasa.gov/ – Servidor FTP subjacent LAADS;
  - [enllaç sense format] http://e4ftl01.cr.usgs.gov/ – conjunts de dades de la superfície terrestre;
  - ftp://n4ftl01u.ecs.nasa.gov/ – conjunts de dades de neu i gel.
- La majoria de les dades estan disponibles en el format HDF-EOS, una variant del Format de dades jeràrquiques prescrit per a les dades derivades de les missions del Earth Observing System.[15]Imatge basada en observacions de MODIS

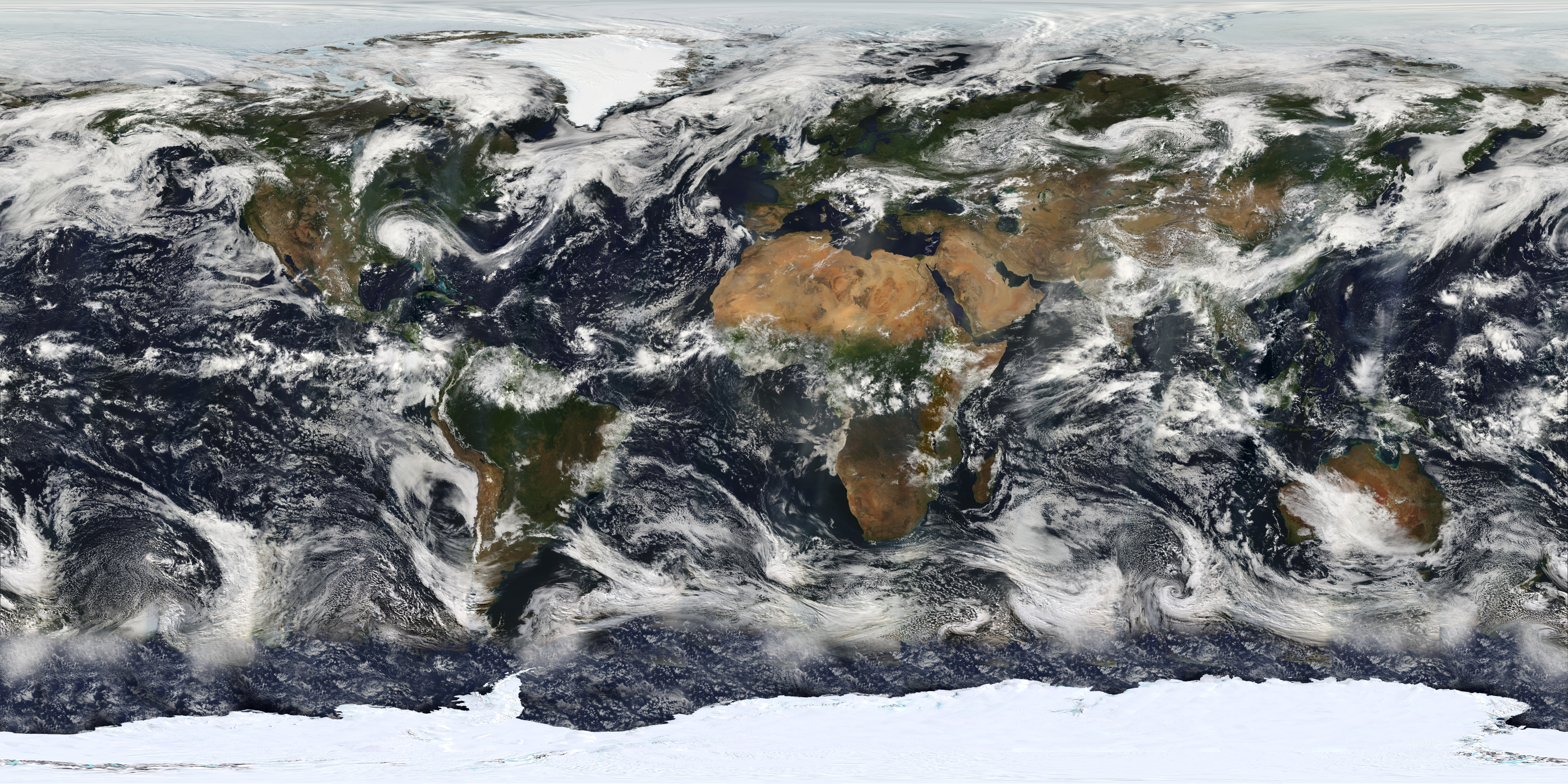
Imatge basada en observacions de MODIS